# 히비정
히비정(日比町)은 오카야마현 고지마군에 있던 정이다. 현재의 다마노시에 해당한다.

## 역사
- 1889년 6월 1일 - 정촌제 시행에 의해 고지마군 히비촌, 다마노촌이 발족하였다.
- 1906년 4월 1일 - 히비촌, 다마노촌이 합병, 정으로 승격해 히비정이 성립하였다. 이 상점이 제1차 세계대전 이후 불경기로 쇠퇴하고,1920년에 정련소는 휴업했다
- 1940년 9월 3일 - 우노정과 합병, 시로 승격해 다마노시가 신설하여 폐지되었다.

## 참고문헌
- 角川日本地名大辞典 33 岡山県
- 『市町村名変遷辞典』東京堂出版、1990年。